# Ceux du Dehors
Ceux du Dehors is een album uit 1981 van de Belgische avant-garde rockgroep Univers Zero. Het is het derde volledig album van de band, en het eerste zonder Roger Trigaux die zijn eigen band Present had opgericht. Na de zwaarmoedigheid in het geluid van het vorig album Heresie, keerde de groep terug naar iets lichtere kamermuziek. De composities van de groep waren ondertussen wel een stuk complexer en preciezer geworden.

## Musici
- Daniel Denis: drums, percussie, stem, harmonium
- Michel Berckmans: fagot, hobo, althobo
- Guy Segers: bas, klarinet, stem
- Andy Kirk: harmonium, orgel, stem, piano, Yamaha CP70
- Patrick Hanappier: viool, altviool
- Jean-Luc Aimé: viool, altviool
- Jean Debefve: draailier (gast)
- Ilona Chale – stem (gast)
- Thierry Zaboïtzeff – cello (gast)

## Muziek
| Nr. | Titel                       | Duur  |
| --- | --------------------------- | ----- |
| 1.  | Dense                       | 12:26 |
| 2.  | La Corne du Bois Des Pendus | 8:42  |
| 3.  | Bonjour Chez Vous           | 3:52  |
| 4.  | Combat                      | 12:53 |
| 5.  | La Musique d'Erich Zann     | 3:29  |
| 6.  | La Tête du Corbeau          | 3:11  |
| 7.  | Triomphe des Mouches        | 5:36  |

De elpee telde oorspronkelijk zes nummers. "Triomphe des mouches", dat voordien als single was uitgebracht, werd toegevoegd aan de cd-versies.
De titel van het improvisatiestuk "La Musique d'Erich Zann" is afkomstig van een gelijknamig kort verhaal van Howard Phillips Lovecraft ("The Music of Erich Zann").
Tracks 1, 2, 4 en 5 werden opgenomen in juni 1980 in de Sunrise Studio in het Zwitserse Kirchberg. De orgelmuziek voor track 2 werd door Eric Faes opgenomen in de Sint-Jacobskerk in Brussel. Track 3 werd opgenomen in Arquennes in maart 1980, track 6 en 7 in Hennuyères in januari 1981.